# Kanton Ambrières-les-Vallées
Der Kanton Ambrières-les-Vallées war von 1790 bis 2015 ein französischer Kanton im Arrondissement Mayenne, im Département Mayenne und in der Region Pays de la Loire; sein Hauptort war Ambrières-les-Vallées. Vertreter im Generalrat des Départements war zuletzt von 2011 bis 2015 Guy Ménard (DVD). 

## Geografie
Der Kanton Ambrières-les-Vallées lag im Mittel 121 Meter über dem Meeresspiegel; zwischen 87 Meter in La Haie-Traversaine und 285 Meter in Chantrigné.
Er lag im Norden des Départements Mayenne und grenzte im Norden an das Département Orne, im Nordosten an den Kanton Lassay-les-Châteaux, im Südosten an die Kantone Le Horps und Mayenne-Est, im Südwesten an den Kanton Mayenne-Ouest und im Westen an den Kanton Gorron.

## Gemeinden
Der Kanton bestand aus sieben Gemeinden:
| Gemeinde              | Einwohner Jahr | Fläche km² | Bevölkerungsdichte | Code INSEE | Postleitzahl |
| --------------------- | -------------- | ---------- | ------------------ | ---------- | ------------ |
| Ambrières-les-Vallées | 2.784 (2013)   | 38,78      | 72 Einw./km²       | 53003      | 53300        |
| Chantrigné            | 608 (2013)     | 18,62      | 33 Einw./km²       | 53055      | 53300        |
| Couesmes-Vaucé        | 396 (2013)     | 19,13      | 21 Einw./km²       | 53079      | 53300        |
| La Haie-Traversaine   | 485 (2013)     | 10,70      | 45 Einw./km²       | 53111      | 53300        |
| Le Pas                | 529 (2013)     | 21,90      | 24 Einw./km²       | 53176      | 53300        |
| Saint-Loup-du-Gast    | 359 (2013)     | 9,98       | 36 Einw./km²       | 53234      | 53300        |
| Soucé                 | 172 (2013)     | 6,67       | 26 Einw./km²       | 53261      | 53300        |

## Bevölkerungsentwicklung
| 1962  | 1968  | 1975  | 1982  | 1990  | 1999  | 2006  | 2011  |
| ----- | ----- | ----- | ----- | ----- | ----- | ----- | ----- |
| 5.594 | 5.569 | 5.403 | 5.229 | 5.336 | 5.294 | 5.318 | 5.356 |

## Geschichte
Der Kanton entstand 1801 aus dem Zusammenschluss von Gemeinden, die bis dahin zu den Kantonen Ambrières (heute Ambrières-les-Vallées), Chantrigné und Fraimbault-sur-Pisse (heute Saint-Fraimbault-sur-Pisse) gehörten. 1831 wechselte die Gemeinde Saint-Fraimbault-sur-Pisse zum Département Orne. In seiner heutigen Zusammensetzung gibt es den Kanton erst seit 1972, da die Gemeinde La Haie-Traversaine bis zu diesem Jahr Teil des Kantons Mayenne-Ouest war.